# Tina Cousins
Tina Patricia Cousins (Leigh-on-Sea, Essex, 20 de abril de 1974) es una cantante, compositora y exmodelo británica. Ha tenido cinco sencillos en el top 20 de la lista de sencillos del Reino Unido, tanto como solista como en colaboración con otros artistas. Es conocida especialmente por sus éxitos internacionales, "Pray" y "Mysterious Times", este último en colaboración con el DJ alemán Sash!, que alcanzó el número 2 en el Reino Unido en 1998.

## Biografía
En junio de 1997 publicó su primer sencillo, "Killin' Time", que posteriormente fue remezclado por el DJ Sash! y relanzado en 1999, alcanzando el puesto 15 en las listas de éxitos del Reino Unido, el 16 en Finlandia y número 17 en España. El 25 de agosto de 1997 publicó su segundo sencillo, "Angel". Ese mismo año el DJ y productor alemán "Sash!"(Sascha Lappessen) contactó con Cousins para iniciar una colaboración que daría como resultado el tema "Mysterious Times", publicado el 1 de agosto de 1998 como el segundo sencillo de su segundo álbum, Life Goes On. La canción alcanzó el puesto número dos en el Reino Unido, dándole a Sash! su cuarto sencillo Top Ten," antes ya había alcanzado el éxito en las listas británicas con "Encore Un Fois", "Ecuador" y "Stay". En los Estados Unidos, alcanzó el puesto 11 en la lista Billboard Hot Dance Club Play.
El 2 de noviembre de 1998, Tina Cousins publicó "Pray", como sencillo principal de su álbum debut en solitario, Killing Time (1999). El tema logró un gran éxito internacional, especialmente en Europa y Australia, donde fue certificado como disco de oro. En España alcanzó el puesto 13 de las listas de éxitos. Después del gran éxito de "Pray" la compañía decidió relanzar el sencillo "Killin' Time", que dio título al álbum debut.
Cousins se unió a Billie Piper, Cleopatra, B*Witched y Steps en el tema "Thank ABBA for the Music", un popurrí de éxitos de ABBA que interpretaron como tributo en los Brit Awards. El sencillo fue lanzado y alcanzó el top 10 en el Reino Unido, Irlanda, Suecia, Australia y Nueva Zelanda. En 2000, volvió a colaborar con Sash!, en el éxito "Just Around the Hill", que alcanzó el Top Ten en varios países europeos.
En 2005, Cousins lanzó su primer sencillo en cinco años, "Wonderful Life", una versión de la canción de Black , que se había lanzado originalmente en Australia. El sencillo alcanzó el puesto 15 en Australia y estuvo cuatro meses en el Top 50, convirtiéndose en su mayor éxito radiofónico. El tema fue incluido en el segundo álbum de Cousins, Mastermind, publicado el 13 de septiembre de 2005 a través del sello australiano Big Records. El álbum incluye, además de "Wonderful Life", los sencillos; "Hymn", "Come to Me" y "Pretty Young Thing".
El 7 de marzo de 2009, Cousins anunció en su sitio web que había grabado una nueva pista junto con un videocip para un nuevo sencillo llamado "Can't Hold Back" en colaboración con el DJ "Bellatrax". En abril de 2009, anunció que había grabado una versión de "Sex on Fire", tema original de la banda estadounidense de rock Kings of Leon. El sencillo fue producido por Topham & Twigg y se lanzó en iTunes en el Reino Unido el 2 de septiembre. Al año siguiente, firmó contrato mundial con Sony Music International y "Sex on Fire" se lanzó en todo el mundo en otoño de 2010.

## Discografía

### Álbumes
- Killing Time (1998)
- Killing Time: Remix Tour Edition (2000)
- Mastermind (2005)

### Sencillos
- "Killing Time" (1997)
- "Angel" (1997)
- "Deeper Shade Of Blue" (1997)
- "Mysterious Times" (Sash!) (1998)
- "Pray" (1998)
- "Killin' Time" (1999)
- "Thank ABBA For The Music" (1999)
- "Forever" (1999)
- "Angel" (1999)
- "Just Around The Hill" (Sash!) (2000)
- "Nothing To Fear" (2000)
- "The Remix EP" (2000)
- "Wonderful Life" (2005)
- "Come to me" (2005)
- "Pretty Young Thing" (2006)
- "Curious" (4 Strings) (2007)
- "Everlong" (Lanzamiento cancelado) (2008)
- "Can't Hold Back" (Bellatrax) (2009)
- "Sex on Fire" (2010)
- "When Tommorrow Comes" (2012)
- "More" (2014)
- "Screams" (Kalsi & Applejack) (2014)